# Lagedium
Lagedium là một chi thực vật có hoa trong họ Cúc (Asteraceae).

## Loài
Chi Lagedium gồm các loài: